# Blas Ople
Blas Fajardo Ople (* 3. Februar 1927; † 14. Dezember 2003 in Taoyuan, Taiwan) war ein philippinischer Politiker und Minister.

## Biografie
Ople wurde 1967 von Präsident Ferdinand Marcos zum Arbeitsminister ernannt und übte dieses Amt bis zum Sturz von Marcos durch einen Volksaufstand 1986 aus. Aufgrund seiner bis zum Schluss loyalen Haltung zu Marcos kam es auch dazu, dass Ople von Präsidentin Corazon Aquino als Mitglied der Verfassungskommission 1987 abberufen wurde.
1992 setzte er seine politische Laufbahn fort, indem er als Kandidat einer Oppositionspartei zum Senator gewählt wurde. Als solcher war er zwischen 1996 und 1998 Senatspräsident Pro tempore sowie nach dem Tod von Marcelo B. Fernan am 11. Juli 1999 auch für kurze Zeit bis 2000 Präsident des Senats.

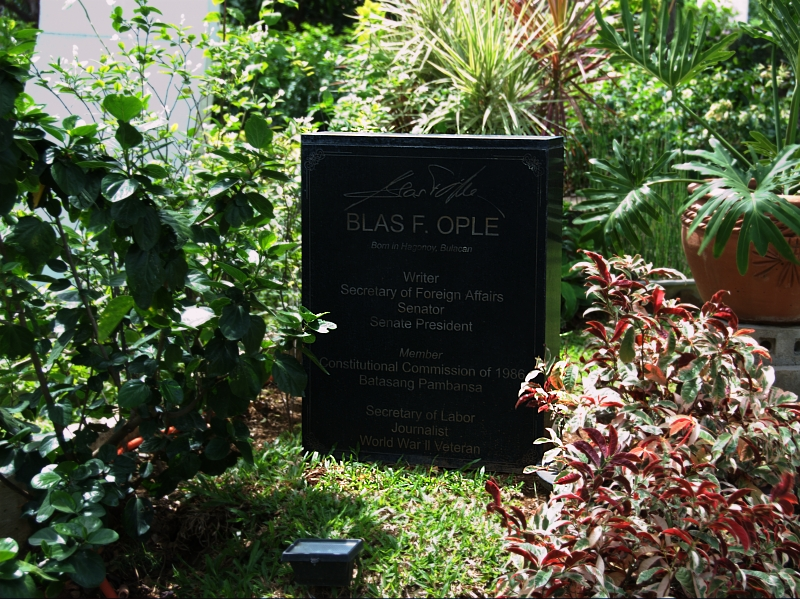
Blas Oples Grab

Im Juli 2002 verzichtete er auf sein Senatsmandat, nachdem ihn Präsidentin Gloria Macapagal Arroyo zum Außenminister berufen hatte. Damit wurde Ople Nachfolger von Teofisto Guingona, mit dem Präsidentin Arroyo einen Disput wegen seiner Haltung zur Präsenz der United States Army auf den Philippinen hatte. Als Außenminister hatte Ople maßgeblichen Einfluss auf die Gestaltung der Außenpolitik, wie zum Beispiel in Form der Erlaubnis zur Einrichtung von US-amerikanischen Antiterror-Trainingseinheiten. Daneben kam es zum Streit mit dem Nachbarland Malaysia wegen der dortigen Behandlung von illegalen philippinischen Einwanderern. Schließlich war er auch führend bei der Unterstützung der von den USA geführten Invasion im Irak.
Am 14. Dezember 2003 verstarb er in einem Krankenhaus in Taoyuan in Taiwan, nachdem er zuvor auf einem Flug von Tokio nach Bangkok plötzlich schwer erkrankte. Am 20. Dezember 2003 erfolgte die Ernennung der bisherigen Staatssekretärin im Außenministerium, Delia Domingo-Albert, zur neuen Außenministerin.